# Giuseppe Cismondi
Giuseppe Cismondi (Busca, 17 marzo 1929 – Udine, 6 gennaio 2016) è stato un generale italiano appartenente al corpo degli Alpini, paracadutista e comandante pro tempore della Stay Behind, ossia Gladio.

## Biografia
Entrò nell'Accademia Militare di Modena con il 7º Corso e successivamente venne destinato al Centro Addestramento Guastatori di Capo Marrargiu - Torre Poglina in Sardegna, un ente addestrativo delle Forze Armate per incursori dell'intelligence. Nel 1956, con il grado di tenente in servizio permanente effettivo della Brigata Alpina Julia, conseguì il brevetto di paracadutista militare e, dopo un periodo di comando del plotone alpini paracadutisti della stessa brigata, fu promosso capitano e passato ad altro incarico.
Nel 1959 venne trasferito a Ugovizza, in provincia di Udine e poi a Tolmezzo. Trascorse principalmente la sua vita, e i molti incarichi di comando, nella regione Friuli Venezia Giulia, l'ultimo dei quali, prima della destinazione all'intelligence, si svolse presso il Battaglione Mondovì, a Paluzza, in provincia di Udine, da 1970 al 1973.
Nell'estate 1973, a seguito di promozione, venne nuovamente destinato al SID, il servizio d'intelligence della Difesa. Il nome del generale è strettamente legato alla cosiddetta struttura Gladio, organizzazione italiana voluta dalla NATO, per contrastare una possibile invasione dell'Europa occidentale da parte dell'Unione Sovietica e dei paesi aderenti al Patto di Varsavia. Subentrò al colonnello Aldo Specogna e prese servizio presso l'Ufficio Monografie, nome di copertura della sede di Udine, ubicato in alcuni locali del Comando della Brigata Alpina Julia in via Sant'Agostino.
È stato coordinatore responsabile della struttura Stay Behind dell’Italia del Nord est dal 1973 al 1978. In relazione alle accuse a Gladio di essere una struttura illegale e responsabile di molti attentati, il generale Giuseppe Cismondi ha sempre sostenuto la legittimità e la trasparenza della struttura, struttura segreta che, tuttavia, era nota sin dalla sua origine a molti politici italiani. 
Il generale Cismondi non fu mai imputato in alcun procedimento legato ad attentati o cosiddette deviazioni dei servizi segreti.
Il giorno 4 agosto 2013, il Comune di Busca ha conferito la cittadinanza onoraria alla Brigata Alpina Taurinense e al generale Giuseppe Cismondi.

### Lo strano incidente aereo
La mattina di venerdì 23 novembre 1973, Cismondi, allora tenente colonnello, si trovava all'aeroporto Marco Polo di Venezia per imbarcarsi su Argo 16, un Douglas Dakota in carico al 306º Gruppo, 31º Stormo dell'Aeronautica Militare, che lo avrebbe portato a Roma. Poco dopo essere salito sull'aereo giunse una comunicazione radio in cui si ordinò all'equipaggio del velivolo di proseguire per la base NATO di Aviano. Per questo motivo Giuseppe Cismondi venne fatto scendere. Argo 16 ripartì per Aviano, ma pochi minuti dopo si schiantò sullo stabilimento Montefibre di Porto Marghera. L'intero equipaggio perì nella catastrofe.
Nel 1999 la Corte di assise del tribunale di Venezia sentenziò che la caduta dell'aereo doveva essere imputata a un incidente, escludendo l'intervento del Mossad .
La tesi del generale Cismondi considerava inizialmente più probabile il sabotaggio da parte dei libici, come affermò in un'intervista al Corriere della Sera. Secondo il generale, i libici volevano cancellare le prove poiché l'aereo era stato utilizzato, pochi giorni prima, per il trasporto in Libia di alcuni terroristi palestinesi.